# 吳秉信
吳秉信（？—？），字信叟，曾經是國學官。南宋学者、词人、历史学家。兩浙路鄞縣（今浙江省宁波市）人

## 生平
因張浚事得罪秦檜，被黜返鄉，與蔣璿、顧文、汪思溫、高閌、王次翁、徐彥老、陳先成立「八老會」。後為吏部侍郎。知常州。